# Диск режимов фотоаппарата

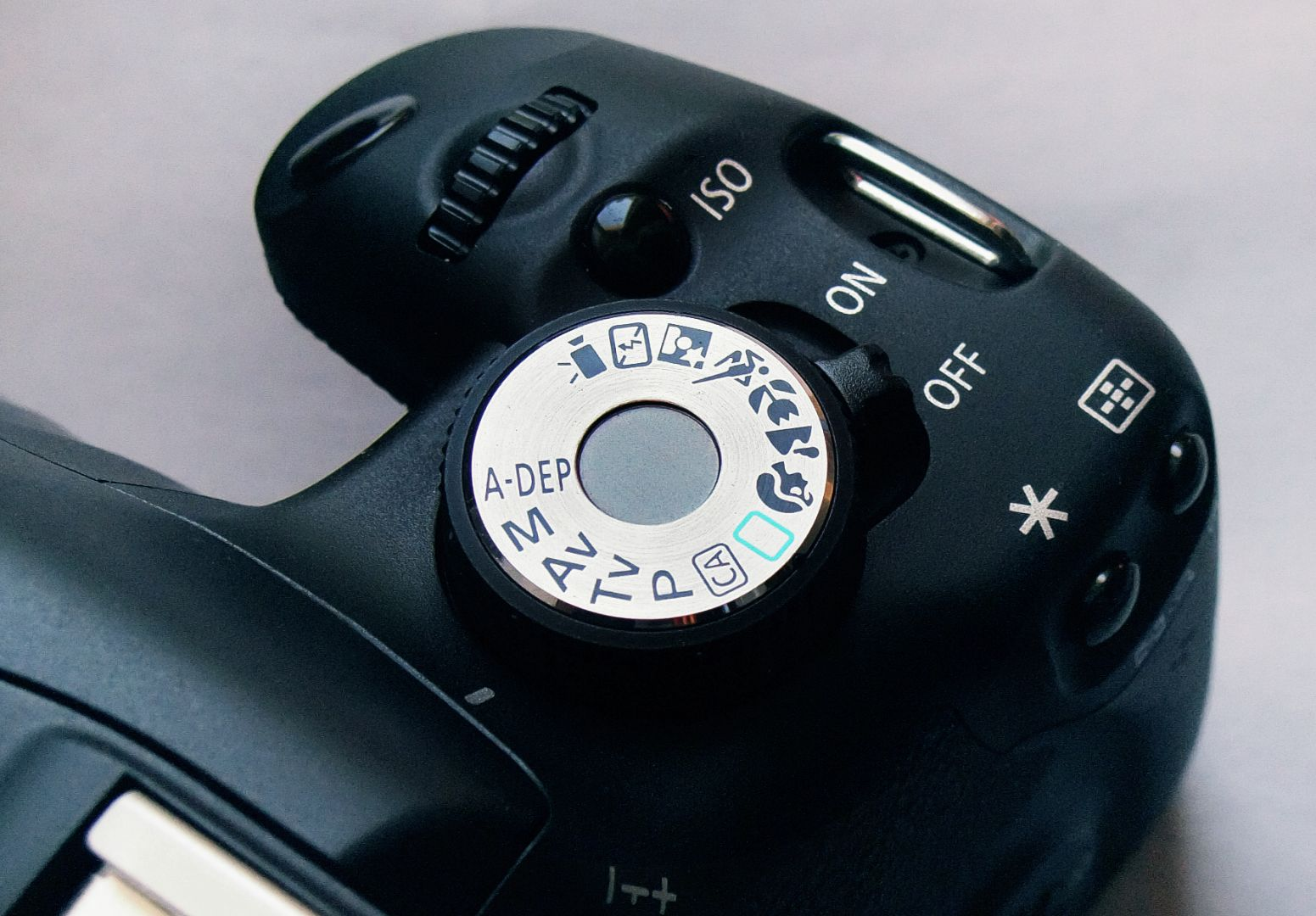
Диск режимов фотоаппарата «Canon EOS 500D»

Диск режимов фотоаппарата — круговой селектор режимов фотокамеры. Обычно находится на верхней панели камеры слева или справа. Реже, в основном на компактных камерах, на панели обращённой к фотографу.

## История
Примерно до середины 1980-х годов основными органами управления экспозицией были кольцо диафрагмы и диск выдержек фотоаппарата. Необходимость в отдельном переключателе режимов возникла по мере появления различных способов автоматического управления экспозицией, до этого встречавшихся в разных камерах по отдельности. Для их включения предусматривались специальные положения диска выдержек или кольца диафрагмы, обозначавшиеся «Auto» или просто «A». В течение короткого периода различные режимы постепенно стали обязательным атрибутом большинства фотоаппаратов и видеокамер, потребовав удобного перехода из одного в другой. Постепенно переключение стали размещать на специальном диске или в отдельном пункте меню.

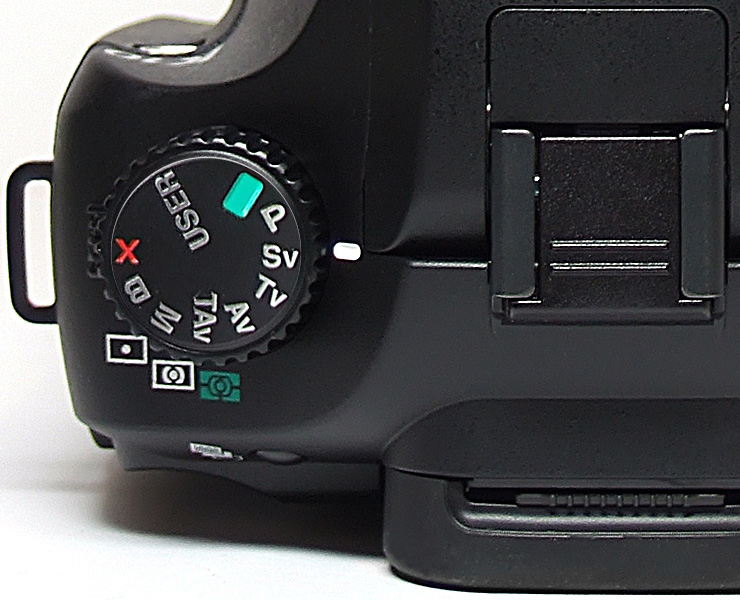
Диск режимов фотоаппарата Pentax
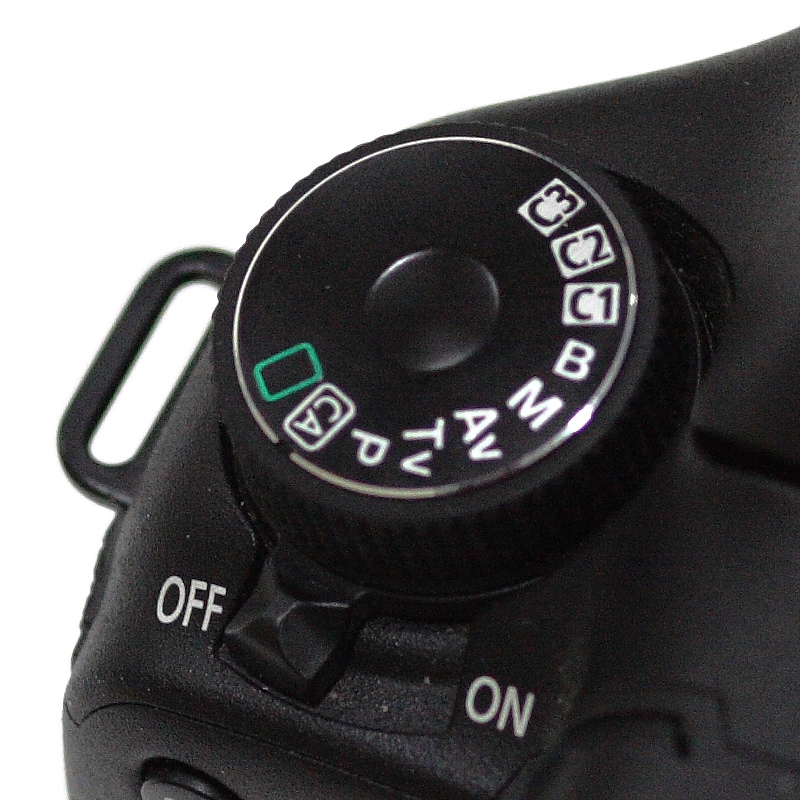
Диск режимов фотоаппарата Canon EOS 7D
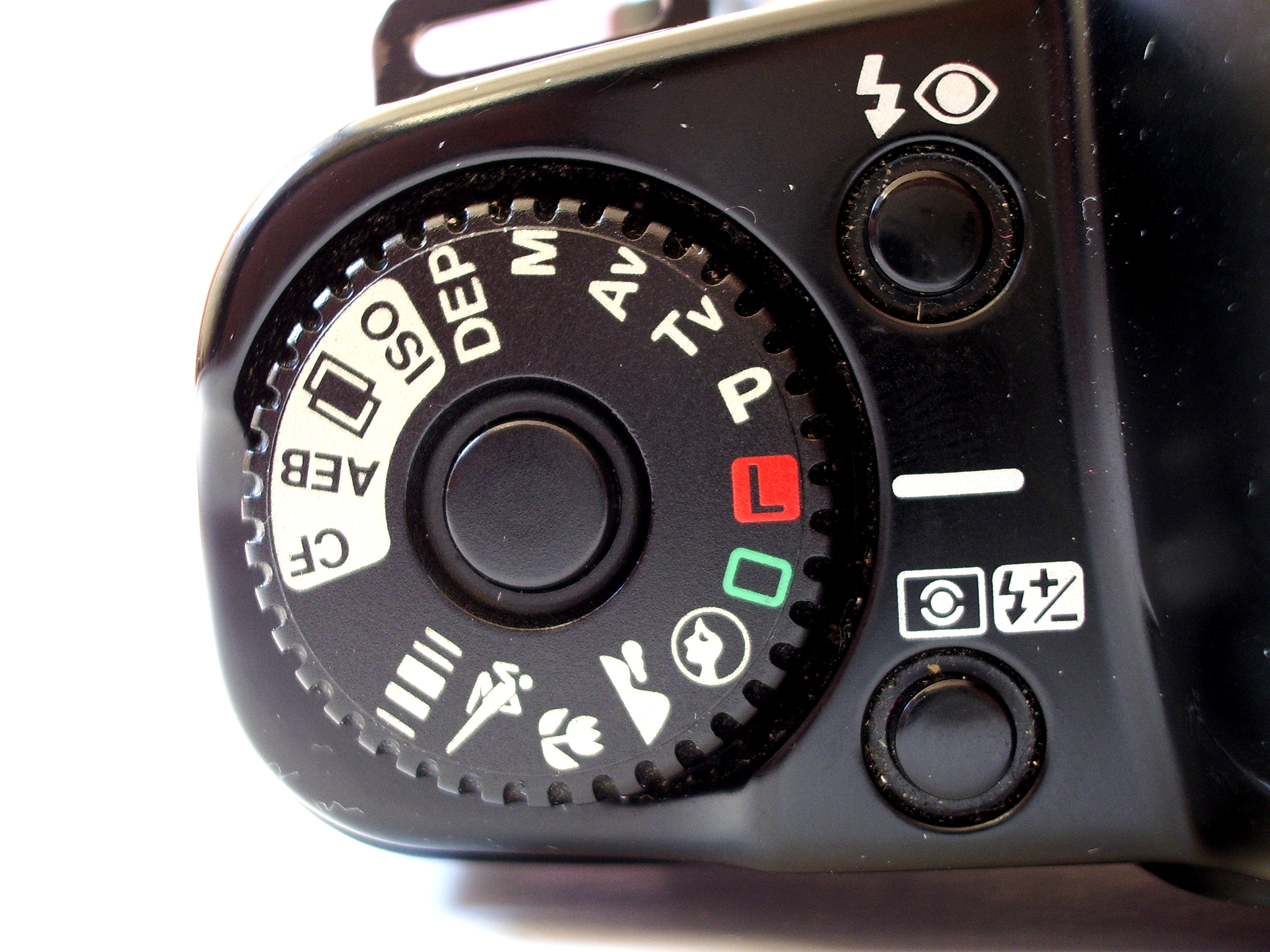
Диск режимов фотоаппарата Canon EOS 100
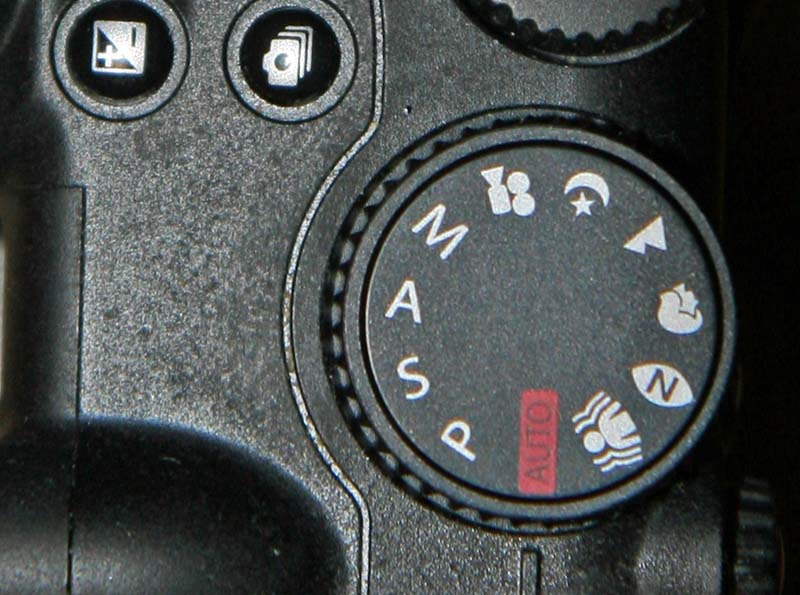
Диск режимов фотоаппарата Nikon

Несмотря на это, существовали и существуют по сей день модели камер не оснащённые диском режимов. Например: Olympus E-3, профессиональные фотоаппараты Canon (серии Canon EOS-1D и Canon EOS-1Ds, а также их модификации). Диск режимов отсутствует у некоторых компактных камер, в основном, моделей «имиджевого» класса (например, Canon IXUS 220 HS).

## Наиболее часто встречающиеся режимы и их обозначения
Главное назначение диска режимов — переключение между различными типами автоматических режимов управления экспозицией, а также включение служебных режимов, предназначенных для особых условий съёмки.

### Полуавтоматический режим
M — «Manual». Ручной или полуавтоматический режим. В этом режиме фотограф вручную устанавливает необходимые выдержку и диафрагму по стрелочному или светодиодному индикатору сопряжённого встроенного экспонометра. Полуавтоматическим режим называется из-за связи органов управления экспозицией с экспонометром, не требующей дополнительных операций. При «нулевой» индикации экспонометра положение кольца диафрагмы и диска выдержек автоматически обеспечивает правильную экспозицию. Такой режим позволяет регулировать выдержку, диафрагму и светочувствительность независимо друг от друга, а также устанавливать их в соответствии с показаниями внешнего экспонометра, на основе личного опыта или других соображений.

### Автоматические режимы
Av (или A) — Режим приоритета диафрагмы. Автоматический режим, при котором фотограф вручную задает требуемую диафрагму, а камера по результатам замера экспозиции автоматически подбирает подходящую для правильного экспонирования кадра выдержку или сообщает о невозможности применения таковой. Кроме того, фотограф может вносить экспокоррекцию. Такой режим может быть как у цифровой, так и у плёночной камеры.
Tv (или S) — Режим приоритета затвора (выдержки). Автоматический режим, при котором фотограф задает требуемую выдержку, а камера по результатам замера экспозиции подбирает подходящую для правильного экспонирования кадра диафрагму или сообщает о невозможности применения таковой. Кроме того, фотограф может вносить экспокоррекцию. Такой режим может быть как у цифровой, так и у плёночной камеры.
P — Режим программной линии. Автоматический режим, при котором камера автоматически, на основе заложенной логики (программной линии) и результатах экспозамера, устанавливает подходящие для правильного экспонирования кадра выдержку и диафрагму. Фотограф может вводить лишь экспокоррекцию, а также устанавливать баланс белого и чувствительность ISO (в цифровых камерах). Такой режим может быть как у цифровой, так и у плёночной камеры.
Auto (или «зелёный» режим.) — полностью автоматический режим, не требующий никакого вмешательства фотографа. В нём, аналогично режиму «P», камера самостоятельно устанавливает выдержку и диафрагму. Доступ к таким настройкам, как выбор ISO и установка баланса белого, в этом режиме бывает недоступен и выбирается на основе логики заложенной в программном обеспечении камеры. В современных цифровых камерах вместо простого автоматического режима часто используется режим распознавания сюжета, в котором камера анализирует сюжет снимка и выбирает необходимую сюжетную программу («Портрет», «Пейзаж» и т. п.). Лишь в том случае, если камера не может определить тип сюжета, используется стандартный общий алгоритм установки параметров.
Сюжетные режимы (такие как «Портрет», «Пейзаж», «Ночная съёмка») имеются почти во всех любительских цифровых фотоаппаратах. В этих режимах камера также устанавливает параметры автоматически, однако при этом использует специализированный алгоритм (например, в режиме «Спорт» используется максимально короткая выдержка). Зачастую выбор той или иной сюжетной программы определяет не только алгоритм установки экспозиции, но и некоторые другие параметры (баланса белого, насыщенности и т. п.). Во многих случаях в некоторых сюжетных режимах возможности установки параметров ограничены относительно режима «Auto» (например, в режиме «Пейзаж» невозможно включить вспышку). Часто все или часть этих режимов «скрыты» за положением «SCN» или «SCENE».

### Служебные установки
B — «Bulb». Выдержка от руки. Полностью ручной режим камеры, в котором длина выдержки зависит от времени, которое фотограф удерживает кнопку спуска в нажатом положении. Чаще всего этот режим используется со спусковым тросиком и штативом во избежание «шевелёнки». Диафрагму фотограф устанавливает вручную. Такой режим может быть как у цифровой, так и у плёночной камеры.
X — Режим X-синхронизации.
Этот режим, предназначенный для съёмки с импульсным освещением, предусматривает выбор фиксированной выдержки: наименьшей для данного типа затвора, при которой возможна синхронизация со вспышкой. Для современных фотоаппаратов она лежит в пределах 1/90 — 1/300 секунды. Диафрагма устанавливается автоматически в зависимости от интенсивности непрерывного освещения.
Видеосъёмка переключает цифровой фотоаппарат в режим видеокамеры. В современных камерах часто устанавливают отдельную кнопку включения видеозаписи, в таком случае это положение на диске режимов может отсутствовать.

## Менее распространенные режимы и их обозначения
Easy (или «Простая съёмка») — аналог режима Auto, имеющийся на некоторых компактных фотокамерах. В этом режиме настройки и меню камеры обычно заблокированы и доступными являются только зум, кнопка спуска и отключение фотовспышки.
CUST, C1, C2, C3 — эти обозначения соответствуют режиму сохранённых пользовательских настроек. Однажды задав нужные настройки, можно сохранить их и впоследствии вызывать, выбирая данное положение диска режимов.
A-dep — Режим приоритета глубины резкости. Разновидность программного автомата, при котором камера пытается задать такую глубину резко изображаемого пространства, чтобы в ней оказались все найденные датчиками автофокуса точки. Таким образом, камера сперва устанавливает значение диафрагмы, а затем, произведя экспозамер, подбирает под неё выдержку. Такой режим может быть как у цифровой, так и у плёночной камеры. Встречается на камерах Canon.
Hyp-M (или HypM) — Гиперручной режим, используется в старших моделях зеркальных фотоаппаратов Pentax.
Hyp-P (или HypP) — «гиперпрограммный» режим, использующийся в старших моделях зеркальных фотоаппаратов Pentax. Позволяет переходить из режима приоритета диафрагмы в приоритет выдержки одновременно с установкой одного из экспозиционных параметров без дополнительного переключателя. Для управления этим режимом нужны два диска: поворот одного из них одновременно с установкой значения диафрагмы включает приоритет диафрагмы. Поворот другого диска кроме установки выдержки включает приоритет выдержки. Встречается только на камерах Pentax.
L (или Lock) — блокировка кнопки спуска затвора во избежание случайного нажатия. Такой режим применяется только на плёночных камерах, не имеющих отдельного выключателя всей камеры.

## Обозначение режимов на камерах различных производителей
| Режим → Производитель ↓ | Bulb | Ручной | Приоритет диафрагмы | Приоритет выдержки | Программная линия | Режим X-синхронизации |
| ----------------------- | ---- | ------ | ------------------- | ------------------ | ----------------- | --------------------- |
| Canon                   | B    | M      | Av                  | Tv                 | P                 |                       |
| Nikon                   | B    | M      | A                   | S                  | P                 |                       |
| Olympus                 |      | M      | A                   | S                  | P                 |                       |
| Panasonic               |      | M      | A                   | S                  | P                 |                       |
| Pentax                  | B    | M      | Av                  | Tv                 | P                 | X                     |
| Samsung                 | B    | M      | A                   | S                  | P                 |                       |
| Sony                    | B    | M      | A                   | S                  | P                 |                       |